# Szaúd-Arábia zászlaja
Szaúd-Arábia zászlaja erősen emlékeztet a vahhabita közösség zászlajára, amely 1901 óta van használatban. A fehér felirat jelentése: „Nincs más Isten, csak Allah, és Mohamed az ő prófétája” (az iszlám hit alaptétele). A kard az igazság, az igazságosság szimbóluma. A zöld Mohamed próféta és az iszlám szent színe.

## Érdekesség
- Az egyik labdarúgó világbajnokságon olyan focilabdák is forgalomba kerültek, amelyeken többek között Szaúd-Arábia zászlaja is rá volt festve. A szaúdiak tiltakozására ki kellett vonni őket a forgalomból.
- A szaúdi zászlót soha nem eresztik félárbócra.[1][2]